# 英屬馬來亞
英屬馬來亞是大英帝国殖民地之一，包含了海峡殖民地（1826年成立）、马来联邦（1895年成立）及五个马来属邦（1904年至1909年间取得宗主权），战后，先后改组成马来亚联邦及马来亚联合邦，直至1957年獨立。

1922年的英属马来亚：
馬來聯邦
海峡殖民地
马来属邦

## 海峽殖民地

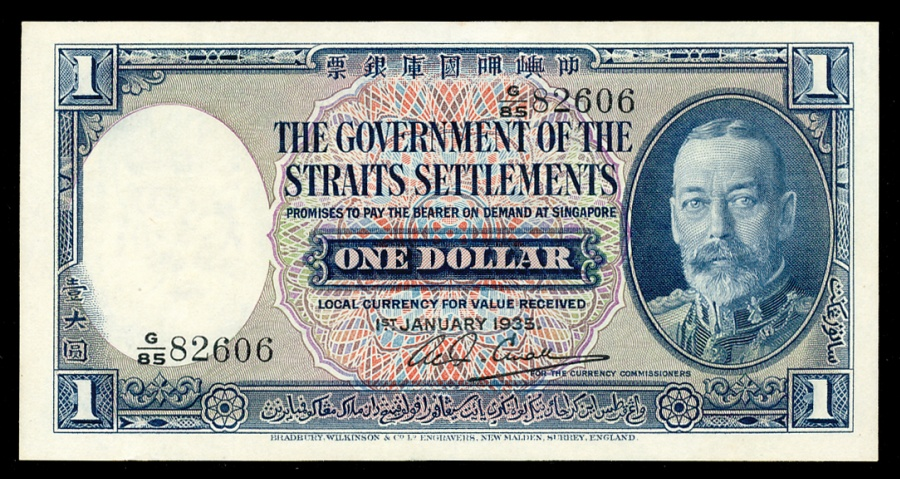
1元叻幣

英國的勢力在1785年開始進入馬來半島，其東印度公司亦向吉打蘇丹租借檳城。不久，英國計奪檳城。1819年又從柔佛奪取新加坡管理權，與荷蘭比拼。
1824年，英國與荷蘭簽定了1824年英荷條約，最終確定英國對馬來亞的統治，荷蘭被迫撤出馬六甲並放棄所有在馬來亞的利益，但英國亦要承認荷蘭對荷屬東印度（今印尼）的利益。因此柔佛王朝被一分為二，新加坡以南的廖內被劃於荷蘭勢力範圍，成為廖內王朝。
1826年，英國殖民者將馬六甲、檳城、新加坡與納閩聯合組成海峽殖民地。

## 新殖民主义
19世纪初期，英国人对马来半岛上林立的多个马来王朝内政采取“不干预政策”，只发展贸易活动。直到各个马来王朝内部土侯之间多次爆发内战，而海山公司、义兴公司等华人私会党又为锡矿利益爆发多次武斗，影响英国锡米来源稳定，终使英国人于1873年从“不干预”转为“积极干预”。
1874年1月通过定立《邦咯条约》使霹雳苏丹接受一名英籍参政司，让其治理内政，成为英国保护国，并将这一模式逐步向其他马来王朝推广；于是，森美兰于1874年、雪兰莪于1875年及彭亨于1888年先后成为英国的保护国。1896年，英国将这四国联合组成马来联邦，联邦的实际权力落在了英籍总参政司手中。
1904年，一直保持相对独立的柔佛王朝也接受了英国保护。1909年，暹罗与英国签署《曼谷条约》，将暹罗南部的四个马来藩属国——吉打、吉兰丹、登嘉楼及玻璃市宗主权割让给英国。无论如何，这五个马来属邦并未参与马来联邦。
至此，除了北大年等北部地区还臣属于暹罗之外，几乎整个马来半岛都成了英国的殖民地。

## 二戰前後

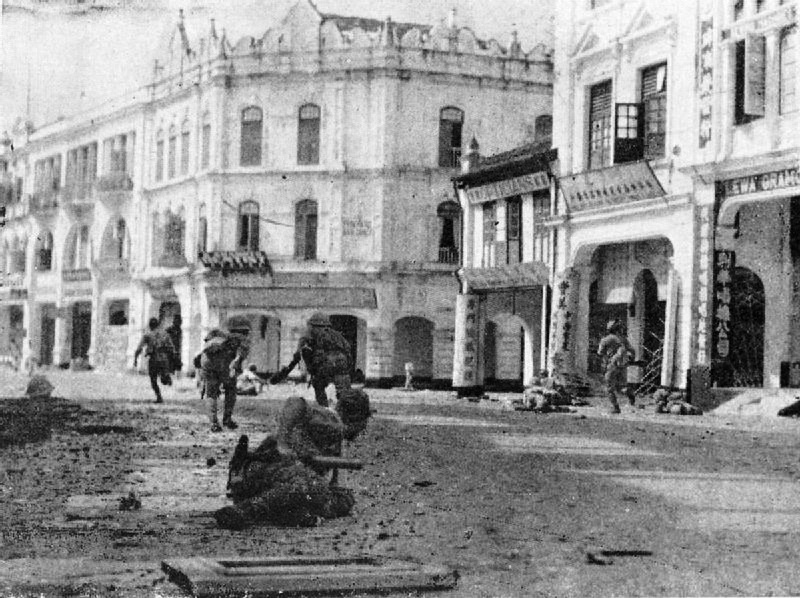
日軍攻佔下的吉隆坡

在二戰中，日軍佔據馬來亞，大眾對獨立的喊聲亦逐漸熾熱。戰後英國設定了一個建立馬來亞聯邦的計劃，將馬來聯邦、馬來屬邦的蘇丹國、馬六甲和檳城組成一個以英国国王为元首的英國海外領地——馬來亞聯邦，並在幾年後予以獨立。馬來亞聯邦在1946年建立，這個計畫遭到多數馬來人反對，因為它削弱了馬來统治者（即各州君主）的象征地位，並且將公民權赋予大量的新移民——華人與印度人，使许多马来人忧虑自己的族群会被边缘化。
後來，随着中国国共内战的影响，英国与馬來亞共產黨的关系也日益恶化，马共的反殖民活动使英国对华人社会的戒心与日俱增，终于使英国在1948年取消马来亚联邦，以馬來亞聯合邦取代前者。
馬來亞聯合邦在1948建立后，馬來亞继续成为英國的保護国，同时恢復了馬來统治者原有的象征地位，并收紧公民权。這時，英殖民政府宣布馬共为非法组织，馬共与英殖民政府的关系彻底决裂，转而展开武装斗争，期望強迫英國撤離馬來亞。英殖民政府宣布全国进入紧急狀態。为了对抗馬共的游擊战，英殖民者实施了“坚壁清野”政策，将原本散居在郊区的华人迁移到戒备深严的指定地点，形成了后来的华人新村。紧急狀態从1948年一直持續到1960年，期间有英聯邦軍隊駐在馬來亞，进行反游擊活动。

## 獨立建國
1957年8月31日，馬來亞正式脫離英國獨立。1963年，馬來亞連同英國海外領地的沙巴、砂拉越與新加坡合組馬來西亞，是一個多元民族共同建立的國家。馬來西亞原定於1963年8月31日成立。然而，印尼總統蘇卡諾的反對加上砂拉越人民聯合黨發動了多次抗爭行動導致延遲了馬來西亞的建立。最後，馬來西亞終於在1963年9月16日正式建立。馬來亞成為馬來西亞。马来西亚有两个国庆日，分別是8月31日的獨立日和9月16日的馬來西亞日。